# Reprezentacja Białorusi w skokach narciarskich
Reprezentacja Białorusi w skokach narciarskich – grupa skoczków wybrana przez Białoruski Związek Narciarski do reprezentowania Białorusi na międzynarodowych zawodach w skokach narciarskich.
Reprezentacja Białorusi powstała w sezonie 1992/1993, po likwidacji reprezentacji Wspólnoty Niepodległych Państw, będącej kontynuacją reprezentacji ZSRR. Reprezentanci Białorusi zadebiutowali w zawodach elity w lutym 1993, na mistrzostwach świata w Falun. Na dużej skoczni Alaksandr Siniauski zajął ex aequo 42. miejsce, a Alaksandr Aharodnikau był 45. Na skoczni normalnej Alaksandr Siniauski był 59., a Alaksandr Aharodnikau 52. W tym samym sezonie, w marcu 1993, Alaksandr Aharodnikau wystąpił także w Pucharze Świata w Lahti, gdzie był 66. na skoczni normalnej i 56. (ex aequo ze Svenem Hannawaldem) na dużej. W kolejnym sezonie Alaksandr Siniauski wystartował na Igrzyskach Olimpijskich w 1994 w Lillehammer, gdzie był 54. na skoczni dużej i 38. na normalnej. W tym samym roku reprezentacja Białorusi wystartowała na mistrzostwach świata juniorów w Breitenwang (w konkursie drużynowym zajęła 12. miejsce na 17 ekip).
W PŚ na skoczni mamuciej w Harrachovie w marcu 1996 Alaksandr Siniauski był 31., a Alaksiej Szybko 49. Częściej Białorusini zaczęli pojawiać się w Pucharze Świata w sezonie 1997/1998. Pierwsze punkty zdobył Alaksiej Szybko, zajmując 29. miejsce w Ramsau, 11 stycznia 1998. Tydzień później kolejne punkty dla Białorusi wywalczył Andrej Łyskawiec, który zajął 27. pozycję w Zakopanem. Dało mu to w końcowej klasyfikacji PŚ 88. miejsce, zaś Alaksiej Szybko zakończył sezon na 93. miejscu. Punkty PŚ dla Białorusi zdobywali później jeszcze Maksim Anisimau i Piotr Czaadajew. Maksim Anisimau w sezonie 2003/2004 był 28. w Willingen (zajmując 74. miejsce w klasyfikacji końcowej), a w sezonie 2004/2005 29. w konkursie Turnieju Czterech Skoczni w Oberstdorfie (był wówczas 46. w TCS i 88. w PŚ). W 2005 punktował także w Letnim Grand Prix, gdzie był 26. w Hinterzarten (w klasyfikacji końcowej zajął 69. miejsce). Piotr Czaadajew zdobył punkty LGP w 2006 w Zakopanem, gdzie był 28. (zajmując 76. miejsce w klasyfikacji końcowej) oraz punkty PŚ w sezonie 2006/2007, zajmując 24. miejsce w Oslo (dało mu to 77. miejsce na koniec sezonu). Podczas występów Białorusinów na innych imprezach najwyższej rangi, nigdy nie awansowali oni do serii finałowej. W konkursach drużynowych Białoruś na mistrzostwach świata zajmowała miejsca 12. (przedostatnie, w 2003 w Val di Fiemme), 13. (w 2005 w Oberstdorfie na skoczni normalnej, wyprzedzając trzy drużyny) oraz 15. (ostatnie, na tych samych mistrzostwach na skoczni dużej). Drużyna Białorusi wystąpiła też na mistrzostwach świata w lotach w 2004 w Planicy, zajmując ostatnie, 10. miejsce.
Oprócz wymienionych wyżej zawodników, reprezentantami Białorusi w zawodach najwyższej rangi byli Dzmitryj Afanasienka, Siarhiej Babrou, Alaksandr Dziadziula, Iwan Sobolew i Aleksandr Swietłow. Ostatni występ reprezentanta Białorusi w PŚ miał miejsce w lutym 2008 w Sapporo – startujący tam Maksim Anisimau zajął wówczas 39. i 47. miejsce. W 2010 miał miejsce ostatni start drużynowy Białorusinów na mistrzostwach świata juniorów (zajęli oni w Hinterzarten 16. miejsce na 18 zespołów). W marcu 2014 ostatni Białorusin występował w zawodach Pucharu Kontynentalnego (Jauhienij Myckaniuk był 71. i 70. w Zakopanem). W styczniu 2015 Alaksiej Murawicki był ostatnim zawodnikiem reprezentującym Białoruś w zawodach pod egidą FIS, kiedy w konkursach FIS Cup w Zakopanem był 54. i 59., a następnie zajął 40. miejsce na uniwersjadzie w Szczyrbskim Jeziorze.
Największe sukcesy białoruskich skoków to złoty medal Siarhieja Babroua na uniwersjadzie w Szczyrbskim Jeziorze w 1999 na dużej skoczni oraz 5. miejsce Piotra Czaadajewa na mistrzostwach świata juniorów w 2005 w Rovaniemi. Piotr Czaadajew pozostaje ponadto rekordzistą Białorusi w długości skoku, po próbie na odległość 197,5 m na treningu przed MŚ w lotach w Tauplitz w 2006. Zawodnik ten po raz ostatni wystąpił w zawodach PŚ w 2012, jednak już jako reprezentant Rosji.